# Carlyle Tapsell
Carlyle Carrol Tapsell (Adra, Britanska Indija, 24. srpnja 1909. — nije poznat nadnevak kad je umro) je bivši indijski hokejaš na travi. 
Rodio se u indijskom gradu Adri. Školovao se na koledžu St. Georges College, u indijskom Mussoorieu, koje je dalo 6 poznatih indijskih hokejaša: braću Cullen, Erica Marthinsa, Gateleya, Emmetta i Tapsella).
Osvojio je zlatno odličje na hokejaškom turniru na Olimpijskim igrama 1932. u Los Angelesu igrajući za Britansku Indiju. Odigrao je dva susreta na mjestu braniča.
Isto je odličje osvojio i na idućem hokejaškom turniru na Olimpijskim igrama 1936. u Berlinu igrajući za Britansku Indiju. Odigrao je 4 susreta na mjestu braniča.

## Vanjske poveznice
- Profil na Database Olympics